# Henryk Kowalczyk (piłkarz)
Henryk Kowalczyk (ur. 12 lipca 1951, zm. 20 stycznia 2015) – polski piłkarz, obrońca i trener.

## Życiorys
Był wychowankiem Klubu Sportowego Strzelinianka, następnie występował w Lotniku Wrocław, w sezonie 1974/1975 został zawodnikiem Śląska Wrocław. W swoim pierwszym sezonie we wrocławskim klubie zagrał tylko w dwóch meczach, a jego drużyna zdobyła brązowy medal mistrzostw Polski. W kolejnych latach stał się podstawowym zawodnikiem swojego klubu, zdobył z nim Puchar Polski w 1976, mistrzostwo Polski w 1977, wicemistrzostwo Polski w 1978 i 1982, brązowy medal MP w 1980. Ze Śląska odszedł po rundzie jesiennej sezonu 1982/1983. Łącznie w ekstraklasie zagrał w 177 spotkaniach, zdobywając sześć bramek.
W kolejnych latach występował jeszcze w Polonii Sydney i Ślęzy Wrocław.
Jako trener prowadził Ślęzę Wrocław, Kuźnię Jawor, w sezonie 1991/1992 był asystentem trenera Ryszarda Urbanka w Śląsku Wrocław. Następnie samodzielnie prowadził Polonię Wrocław, Pogoń Oleśnicę (którą w 1994 wprowadził do II ligi), Pandę Wrocław, Spartę Ziębice, KS Strzelinianka i Świteź Wiązów.